# Rắn hổ mây Hampton
Rắn hổ mây Hampton (danh pháp khoa học: Pareas hamptoni) là một loài rắn trong chi Rắn hổ mây (Pareas) của họ Pareidae. Tên gọi thông thường trong tiếng Anh của loài này là Hampton's Slug Snake (nghĩa đen là rắn ăn sên Hampton) đặt theo tên của Herbert Hampton, người thu thập mẫu định danh.

## Phân bố
P. hamptoni sinh sống ở Thái Lan, Myanmar, miền nam Trung Quốc, Lào, Việt Nam và có thể có ở Campuchia.

## Phân loại
Các kết quả phân tích phát sinh chủng loài phân tử chỉ ra rằng P. hamptoni là chị em với P. formosensis. Các kết quả kiểm tra số răng ở hàm trên phù hợp với kết quả này. Cả P. formosensis và P. hamptoni đều có 7–8 răng ở hàm trên.
Trong phạm vi chi Pareas tổ hợp/nhóm Pareas hamptoni bao gồm các loài Pareas hamptoni, Pareas formosensis, Pareas komaii, Pareas iwasakii, Pareas atayal.